# Nicolas-Gaspard Boisseau
Pour les articles homonymes, voir Boisseau (homonymie).
Nicolas-Gaspard Boisseau (10 octobre 1765 - 9 mars 1842) est un notaire et une personnalité politique du Bas-Canada.
Nicolas-Gaspard Boisseau est né à Saint-Pierre, Île d'Orléans en 1765. Fils de Nicolas-Gaspard Boisseau, père et le petit-fils du notaire du clergé et de la royauté Nicolas Boisseau, il a étudié au Petit séminaire de Québec. Ses études sont interrompues par l'invasion de Québec par les américains en 1775. Il complète ses études entre 1778 et 1780. Il amorce une carrière de notaire en 1791. La même année, il marie une certaine Catherine, fille du seigneur Ignace-Philippe Aubert de Gaspé. En 1792, Boisseau est élu dans la Première législature du Bas-Canada pour Orléans. Après son temps comme représentant, il redevient notaire à Saint-Vallier, puis à la paroisse de Saint-Thomas à Montmagny.
Boisseau a écrit de nombreux mémoires entre 1787 et 1789 qui ont été publiés en 1907 sous le titre de Mémoires de Nicolas-Gaspard Boisseau.
Il est mort à Saint-Thomas en 1842.
Sa fille Catherine a marié Jean-Charles Létourneau, qui fut ensuite membre de la Chambre d'assemblée du Bas-Canada.